# Відслонення альбдатської товщі крейди
Відсло́нення альбда́тської то́вщі кре́йди — геологічна пам'ятка природи місцевого значення. Об'єкт природно-заповідного фонду Закарпатської області. 
Розташована в межах Тячівського району Закарпатської області, на північний захід від центральної частини села Новоселиця (вул. Заріка, урочище «Солоний»). 
Площа 5 га. Статус отриманий згідно з рішенням від 23.10.1984 року № 253. Перебуває у відання Новоселицької сільської ради. 
Статус надано для збереження оголених сірих та зеленувато-сірих і рожевих мергелів з прошарком чорних вапняків-аргелітів із залишками викопної фауни. Відслонення розташоване на березі потоку Тисало (права притока Лужанки).